# دي ريتشارد
دي ريتشارد (بالإنجليزية: Dee Richard)‏ هو شخصية أعمال وسياسي أمريكي، ولد في 27 مارس 1955 في ثيبودوكس في الولايات المتحدة. حزبياً، نشط في الحزب الديمقراطي. وقد انتخب عضو مجلس نواب لويزيانا.